# Plejtvák obrovský
Plejtvák obrovský (Balaenoptera musculus), známý též jako modrá velryba, je obrovský druh plejtvákovitého kytovce s kosmopolitním rozšířením ve všech oceánech. Běžně dosahuje délky kolem 20−27 m (nejdelší ověřená délka byla 29,9 m) a váhy 72−135 tun, výjimečně až kolem 200 tun, takže je nejtěžším žijícím živočichem a jedním z největších živočichů všech dob. Dlouhé úzké tělo hydrodynamického tvaru bývá zbarveno v různých odstínech šedé až modré, spodní část těla bývá světlejší. Rozeznávají se čtyři poddruhy, a sice B. m. musculus (severní Atlantik a severní Pacifik), B. m. intermedia (Jižní oceán), B. m. brevicauda (jih Tichého a Indického oceánu), B. m. indica (sever Indického oceánu). Samostatným poddruhem může být i chilská populace.
Zatímco některé populace plejtváků obrovských jsou stálé či nomádské, jiné migrují mezi chladnými vodami u obou pólů, kde se v létě bohatě krmí, a teplými oblastmi blíže u rovníku, kde se v zimě rozmnožují. Jejich pohyb oceány je však komplexní a v zásadě ho určuje přítomnost potravy. Plejtváci obrovští se živí krilem, který filtrují mohutnými kosticemi vyrůstajícími z horní čelisti. Vyskytují se převážně samostatně nebo v párech, v místech bohatých na potravu však mohou tvořit volná stáda o 50 i více jedincích. Samice rodí každé 2−3 roky jedno mládě, které zůstává s matkou asi 6−8 měsíců a saje tučné mateřské mléko. Volání plejtváka obrovského patří k nejhlasitějším zvířecím zvukům: Nízkofrekvenční tóny se mohou nést stovky i tisíce kilometrů. Plejtvákovy písně se proměňují v závislosti na místě, chování, sezóně i denní době. Jediný predátor plejtváka obrovského je kosatka dravá.
Plejtvák obrovský byl původně početný ve všech oceánech. Od konce 19. století však začal být hromadně loven velrybáři, kteří druh přivedli na pokraj vyhynutí. Mezinárodní velrybářská komise lov plejtváka obrovského v roce 1966 zakázala a jeho počty se od té doby pomalu zotavují. Mezinárodní svaz ochrany přírody v roce 2018 odhadoval početnost druhu na 10–25 tisíc jedinců, což představuje asi 10 % z původní populace před velrybářskými výpravami. I přes vzrůstající populaci je druh hodnocen jako ohrožený, jelikož jej nadále negativně ovlivňuje lidská činnost (znečištění moří, globální oteplování, nadměrný hluk v mořích, srážky s loděmi aj.).

## Systematika

### Objev

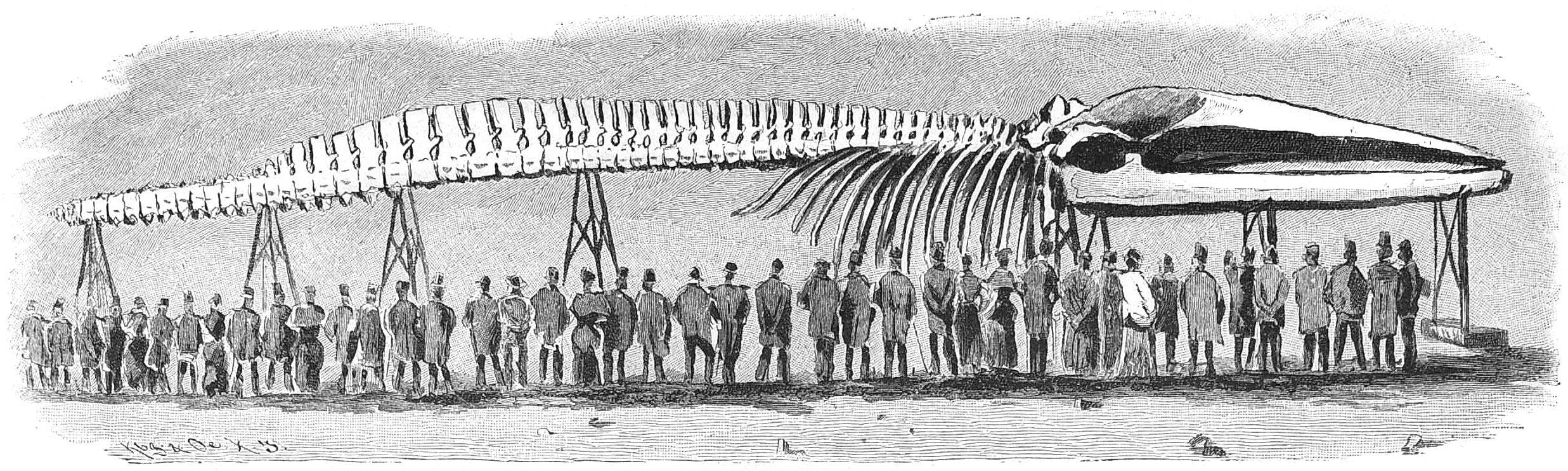
Kresba zachycující výstavu kostry plejtváka obrovského (1884)

První zmínka o plejtvákovi obrovském v evropské literatuře pochází z roku 1694 z latinsky psané knihy Phalainologia Nova skotského fyzika Roberta Siddibalda. Siddibald v tomto díle popsal plejtváka obrovského vyplaveného na břeh v zálivu Firth of Forth na východě Skotska v roce 1692. Právě na tomto Siddibaldově popisu založil svůj popis švédský přírodovědec Carl Linné, který v roce 1758 druh stručně popsal v 10. vydání Systema naturae, a je tak považován za formální taxonomickou autoritu druhu. Plejtvák obrovský nicméně zůstal před zraky vědců v zásadě skryt a popisy plejtváků z literatury pozdějších desetiletí v zásadě jen opakují původní popis. Důvodem bylo hlavně to, že tehdejší velrybáři se zaměřovali na jiné druhy velkých kytovců, než byl plejtvák obrovský. Znalosti o druhu se začaly prohlubovat s nálezem a výstavou plejtvákových koster a od 2. poloviny 19. století, kdy se velrybáři začali zaměřovat i na plejtváka obrovského, i s rozvojem velrybářství.

### Název

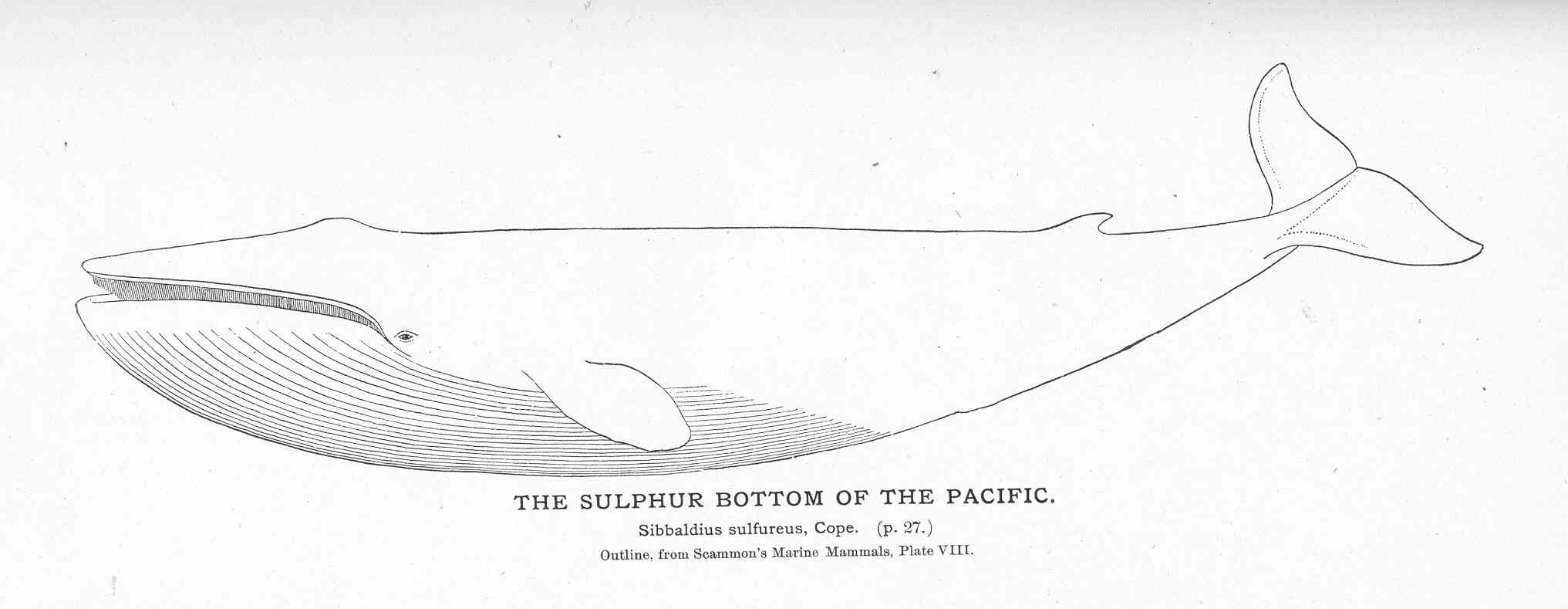
Ilustrace plejtváka obrovského (George Brown Goode, 1884)

Ke starším českým názvům patří plejtvák sírový, plejtvák indický, kyt sírobřichý, velryba sírobřichá nebo modrá velryba. Názvem „modrá velryba“, resp. ekvivalentním překladem (např. německy Blauwal, anglicky blue whale, francouzsky baleine bleue), se plejtvák obrovský označuje i v řadě jiných jazyků. Prvním, kdo tento výraz použil, byl Herman Melville ve své knize Bílá velryba (1851), kde používá anglické blue whale. Z Melvillova nakládání s výrazem nicméně není jasné, zda jím označoval plejtváka obrovského nebo jiného velkého kytovce. V souvislosti s plejtvákem obrovským začal výraz blåhval (norsky doslova „modrá velryba“) používat otec moderního velrybářství, švédský magnát Svend Foyn, který v roce 1874 navrhl, aby se výraz blåhval používal jako běžné jméno plejtváka obrovského v norštině. Ve vydání anglické Encyclopædia Britannica z roku 1888 již výraz blue whale jednoznačně označuje plejtváka obrovského. Český starší název odkazující k síře (plejtvák sírový, velryba sírobřichá) odkazuje ke žlutému zbarvení některých populací způsobenému koloniemi rozsivek.
Rodové jméno Balaenoptera se dá přeložit jako „okřídlená velryba“ (lat. balaena = velryba, starořecké πτερά (pterá) = ploutev). Druhové jméno musculus (lat. „sval“ nebo „myš“) je patrně forma žertu poukazujícího na obrovské tělo plejtváka.

### Fylogeneze

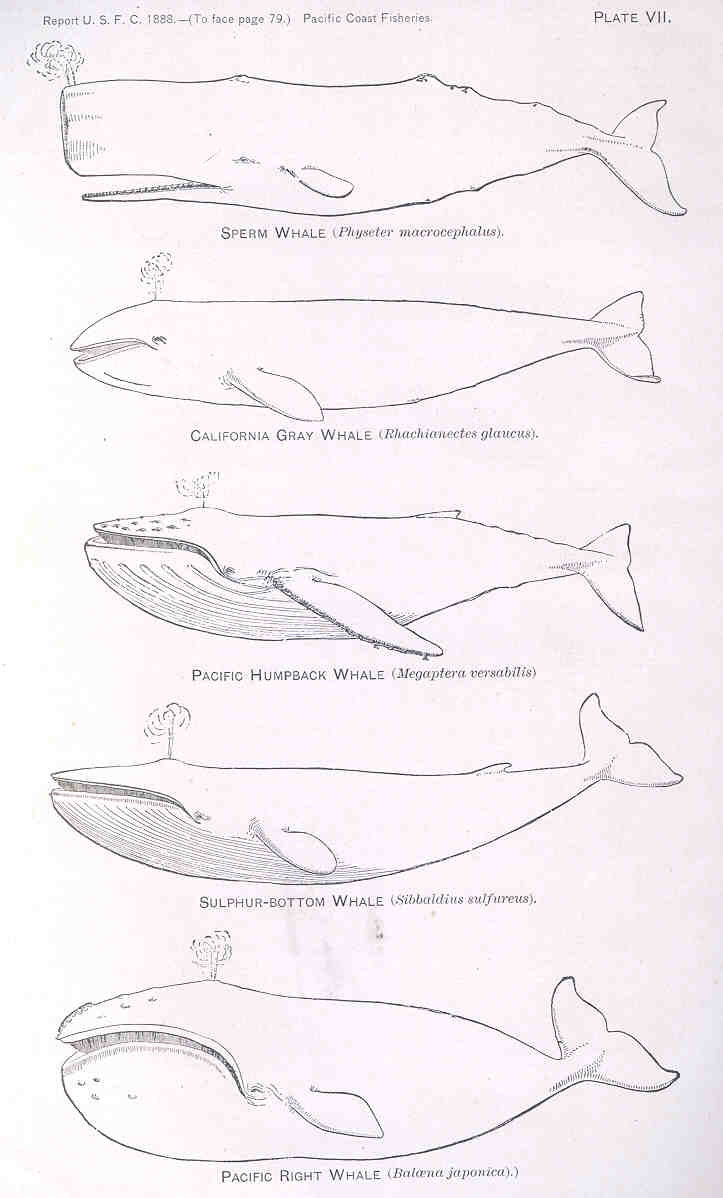
Schematické nákresy tělních tvarů vybraných velkých kytovců. Shora dolů: vorvaň, plejtvákovec šedý, keporkak, plejtvák obrovský, velryba japonská

Plejtvák obrovský náleží do rodu Balaenoptera, čeledi plejtvákovití (Balaenopteridae) a malořádu kosticovci (Mysticeti). Fylogenetické vztahy kosticovců jsou i přes řadu studií stále předmětem vědeckých výzkumů a diskusí. U plejtvákovitých je problematické hlavně to, že genetické a morfologické studie došly k odlišným, někdy i protichůdným závěrům. Podle studie z roku 2018, jejíž autoři sekvenovali celý genom plejtváka obrovského i některých dalších plejtvákovitých, spadají počátky plejtvákovitých do miocénu do doby před 10,5–5 miliony lety. Studie identifikovala, že sesterský taxon plejtváka obrovského představuje plejtvák sejval; oba druhy se od sebe měly vydělit někdy před 5,8 miliony lety. Identifikován byl však i významný genový tok mezi plejtvákem obrovským a příbuzným plejtvákem jižním a malým. Podle starších genetických studií je sesterskou skupinou plejtváka obrovského klad tvořený plejtvákem sejvalem a komplexem druhů známým jako plejtvák Brydeův.
Nejstarší fosilní nález plejtváka obrovského pochází z raného pleistocénu z Itálie z doby před 1,5–1,25 milionem let. Australská populace subsp. brevicauda se vydělila během posledního glaciálního maxima. Jak tato australská, tak novozélandská populace mají velmi nízkou genetickou diverzitu. Naopak antarktický poddruh intermedia má velmi vysokou genetickou diverzitu, což je spojováno s tím, že tento poddruh nezaznamenal v minulosti takový pokles jako jiné poddruhy v důsledku velrybářských výprav.

### Hybridizace
Plejtvák obrovský se příležitostně kříží s plejtvákem myšokem. První zmínka o možných kříženích mezi těmito druhy pochází již z roku 1887, kdy bylo hned několik domnělých kříženců pozorováno u laponských břehů. Další zmínka o možném kříženci představuje popis 20 metrové samice ulovené v roce 1965 v severním Pacifiku, která vykazovala morfologické znaky plejtváka obrovského i myšoka. V roce 1984 byla u severozápadního Španělska odchycena samice vykazující znaky hybrida. Studie z roku 2006 prokázala, že její otec byl plejtvák myšok a matka plejtvák obrovský. Zmíněná pozorování se nicméně zakládala na morfologických znacích. První geneticky ověřený výskyt kříženců byl potvrzen až v roce 1991, kdy byli otestováni hned 3 domnělí kříženci odchycení u břehů Islandu v 80. letech 20. století. U všech se potvrdilo, že se jedná o křížence plejtváka obrovského a myšoka. V Japonsku byl během genetických testů masa z trhu identifikován původ vzorku v kříženci. Kříženci mohou být plodní. Výskyt hybridů před dobou velrybářství i po ní napovídá, že se jedná o přirozeně se vyskytující fenomén spíše než výsledek nedostatku vhodných partnerů k páření. I tak se jedná o vzácný úkaz a podle odhadů připadá 1 hybrid na každých 1000 myšoků. Ojediněle byly reportován i záznam křížence plejtváka obrovského a keporkaka.

### Poddruhy a stáda

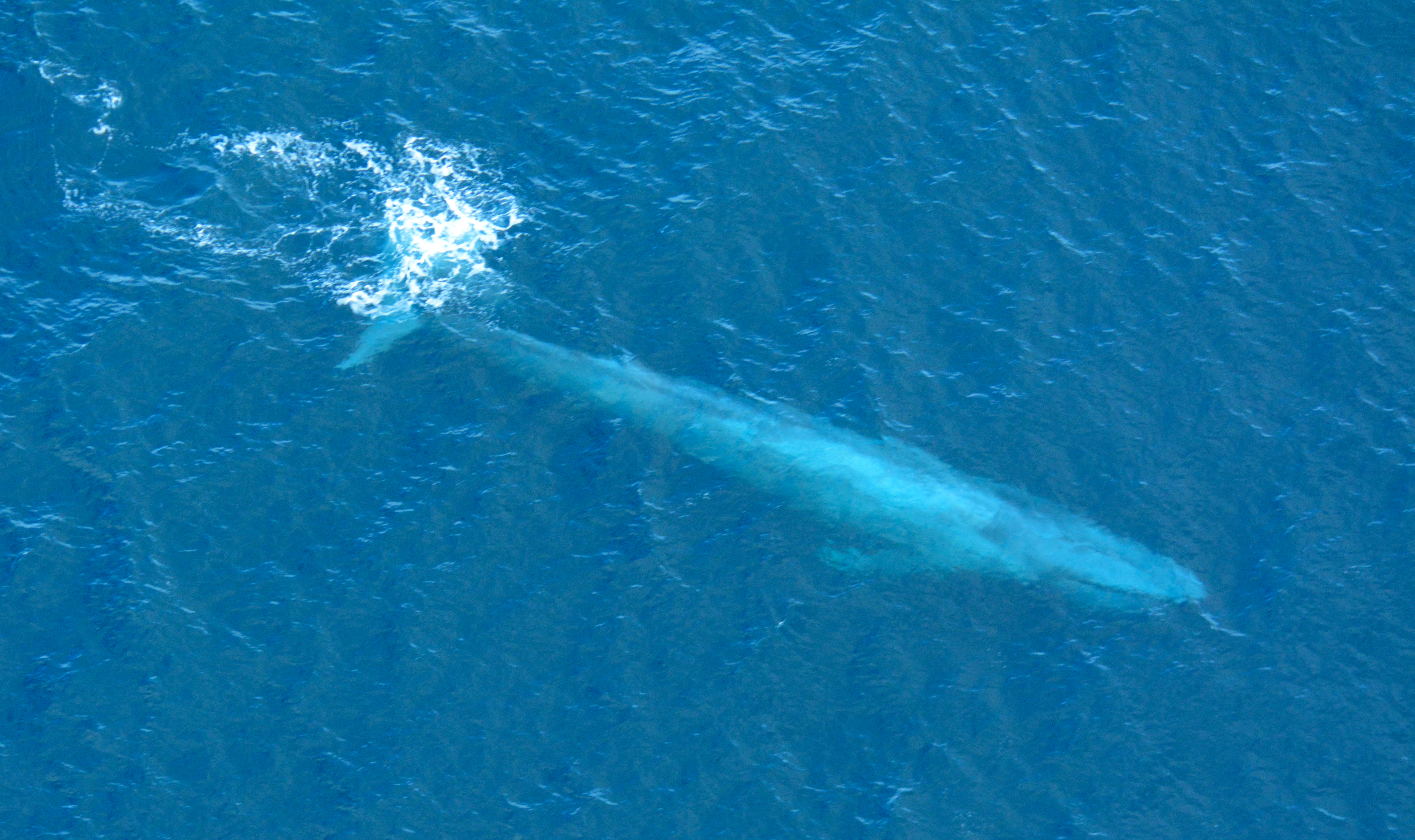
Plejtvák z ptačí perspektivy (Kalifornie)

Vnitřní systematika plejtváka obrovského je předmětem pokračujících debat taxonomistů. U druhu se rozeznávají 4, případně 5 poddruhů, z nichž jsou některé dále děleny na místní populace / stáda / jednotky managementu. Jedná se o:
- B. m. musculus (Linnaeus, 1758) – nominátní poddruh,[32] obývá severní Pacifik a severní Atlantik, typická délka je do 27 m.[33]
  - Severoatlantická populace obývá moře kolem Nové Anglie podél východního pobřeží Kanady včetně zálivu svatého Vavřince, v letních měsících proniká dále na arktický sever. Areál rozšíření pokračuje na východ přes Grónsko, Island až po Norské moře a v létě dokonce až ke Špicberkům (80° s. š.). Na zimu migrují na jih až k Západní Indii (22° j. š.), Azorám a Kapverdám (15° j. š.). Tato populace se někdy dělí na západní a východní.[34][20]
  - Severozápadní pacifická populace se vyskytuje v létě až u Kamčatky a na východ až k Aleutským ostrovům (cca 55° s. š.), přičemž u Kamčatky mohou někteří jedinci zůstat celoročně. Na zimu se stahuje na jih k Boninským ostrovům, Havaji nebo Aljašském zálivu.[33][20]
  - Severovýchodní pacifická populace v létě obývá vody od Aleutských ostrovů na jih podél kalifornského pobřeží až k Baja California. V zimě migruje na jih ke střední Americe k 10° j. š. a výjimečně až ke Galapágům (0° j. š.). Někteří zástupci této populace žijí celoročně u kalifornského pobřeží.[33][20]
- B. m. intermedia Burmeister, 1871 – vyskytuje se kolem Antarktidy, typicky měří do 29 m.[33]
  - Tento poddruh má cirkumpolární rozšíření od antarktického pobřeží na sever po cca 55° j. š., avšak někteří jedinci byli zaznamenáni i u jižních břehů Nového Zélandu[35] a část populace se celoročně vyskytuje u Crozetových ostrovů (46° j. š).[20]
- B. m. indica Blyth, 1859 – obývá sever Indického oceánu, většinou dosahuje délky do 23 m.[33]
  - Celoročně obývá severozápadní Indický oceán, hlavně kolem Somálska a Šrí Lanky. Výjimečně byli plejtváci z této populace vyplaveni na pobřeží Bangladéše a Myanmaru. Typicky se vyskytují na jih až k rovníku, avšak při nejmenším část populace překračuje rovník a doplouvá až ke Crozetovým ostrovům.[35][20]
- B. m. brevicauda Ichihara, 1966[36] – tzv. trpasličí forma z jihu Pacifického a Indického oceánu, měří do 23 m.[33]
  - Madagaskarská populace migruje mezi zimními krmišti u Seychel a Amirant přes Mosambický průliv do letních vod Ostrovů prince Edvarda a ke Crozetovým ostrovům. U Crozetů se její výskyt překrývá s antarktickým poddruhem intermedia.[20]
  - Západoaustralsko-indonéská populace zimuje v indonéských vodách a na léto migruje k jihozápadní Austrálii.[20]
  - Východoaustralsko-novozélandská populace tráví zimu v Tasmanově moři včetně Bassova průlivu, léto tráví u Severního ostrova Nového Zélandu.[20]

Samostatný poddruh může představovat i geograficky oddělená populace plejtváků z pobřeží Chile, která vykazuje unikátní genetické a vokální rysy. Tento potenciální poddruh, který nemá přiřazené jméno, tráví léto a podzim v jihochilských mořích a koncem podzimu migruje na sever až ke Galapágům.

## Rozšíření
Plejtvák obrovský má kosmopolitní rozšíření ve všech oceánech světa. Nevyskytuje se jen v arktických vodách a semi-uzavřených oblastech jako je Hudsonův záliv, Středozemní, Beringovo, Ochotské či Rudé moře. Výskyt plejtváka určuje hlavně dostupnost potravy. V některých oblastech může obývat pobřežní oblasti (záliv svatého Vavřince, Kalifornský záliv, Mexiko, Kalifornie), typicky se však vyskytuje dále od břehu na širém moři. Vzácný je výskyt v rovníkových oblastech a též ve středních částech oceánů obou polokoulí, např. mezi 35−45° j. š. v Indickém oceánu.

## Popis

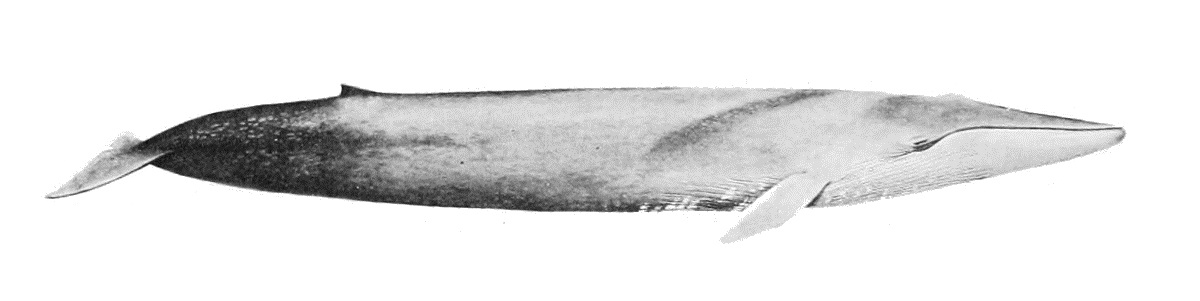
Ilustrace plejtváka obrovského

Plejtvák obrovský má dlouhé a štíhlé tělo hydrodynamického tvaru. Tělní zbarvení je individuálně podmíněno. Hřbet a boky se pohybují od tmavě šedé přes modrošedou až po světle modrou, hrudní ploutve bývají světlejší než zbytek těla. Zatímco hlava je jednobarevná, hřbet a boky mají světle šedé až modré velké skvrny, které někdy pokračují až na spodinu. Tyto skvrny někdy pomáhají vědcům v identifikaci konkrétních jedinců na moři. Spodní část těla je bílá až modrozelená. Plejtváci z antarktických vod mohou být šedožlutí, což je způsobeno koloniemi rozsivek přichycených na kůži.

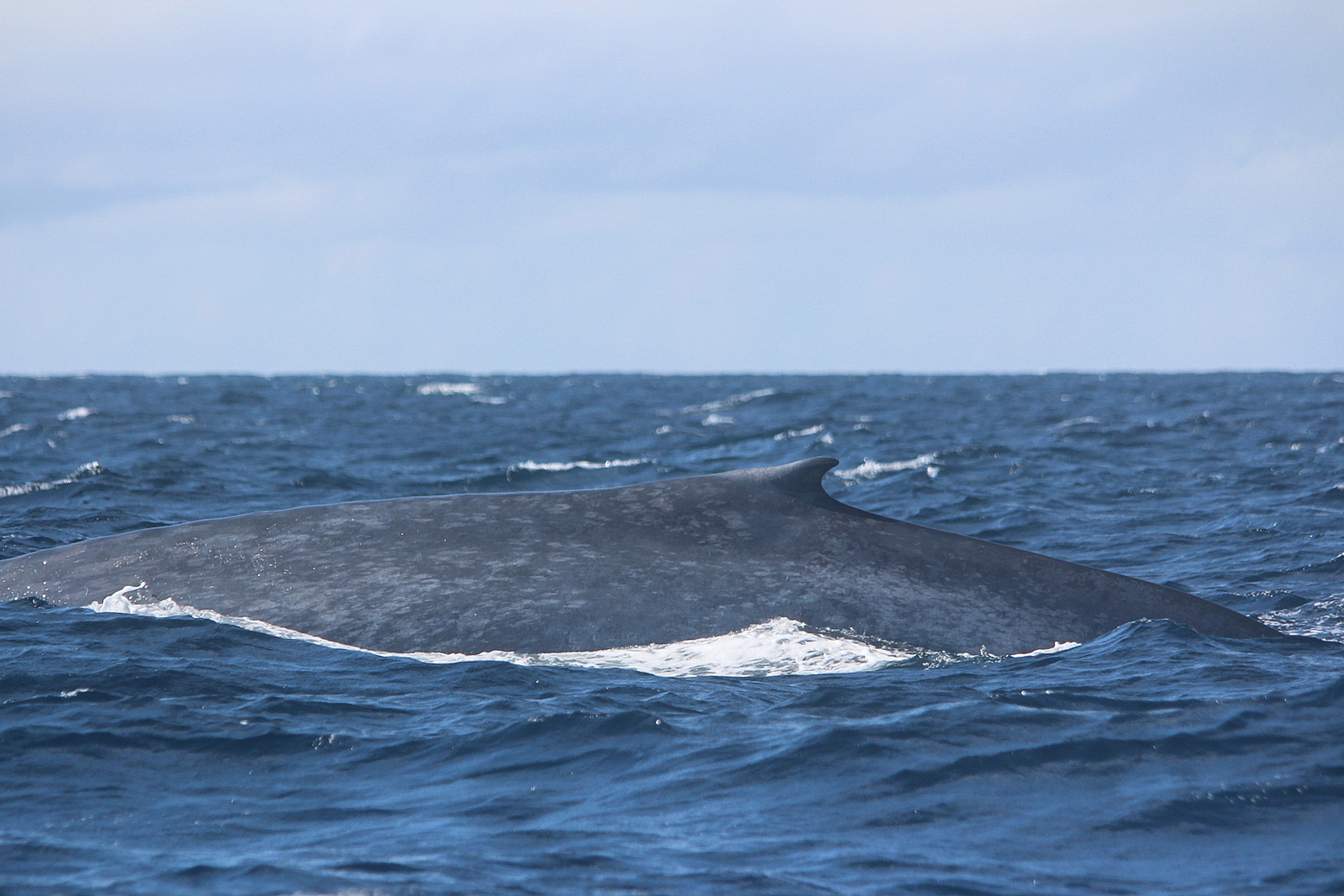
Hřbetní ploutev (fotografie ze Šrí Lanky)

Hřbet je nápadně široký a dorzoventrálně zploštělý, což je jeden v hlavních vnějších rozlišovacích znaků oproti jiným druhům plejtvákovitých. Široká tlama je na konci tupá a při pohledu shora opisuje tvar písmene U, zatímco z boku je patrné její zploštění. Od konce rypce k dýchacím otvorům na vrcholu hlavy vede nápadná středová čára. Tlama je vyplněna kosticemi, které s délkou přesahující 1 m představují nejdelší kostice ze všech plejtvákovitých. Vyrůstají z horní čelisti a jejich počet dosahuje 270–395. Brada je pokryta 70−120 hrdelními rýhami, které plejtvákovi umožňují široké rozevření tlamy a její vyplnění vodou s potravou. Ocas je krátký a široký; jeho šířka dosahuje čtvrtiny délky těla. Konec ocasu je hladký, ve střední části se nachází výrazný výřez. Špičaté hrudní ploutve odpovídají sedminové délce těla. Nevýrazná, 45 cm vysoká hřbetní ploutev je umístěna v zadní části hřbetu. Hřbetní ploutev může mít tvar jen jednoduchého trojúhelníkového nízkého či vysokého výběžku, nebo může být srpovitě zahnutá. Dvojice nozder na vrcholu hlavy produkuje výdechovou fontánu vysokou 10−12 m. Penis měří až 3 metry, což je vůbec nejvíce mezi všemi živočišnými druhy.

### Velikost

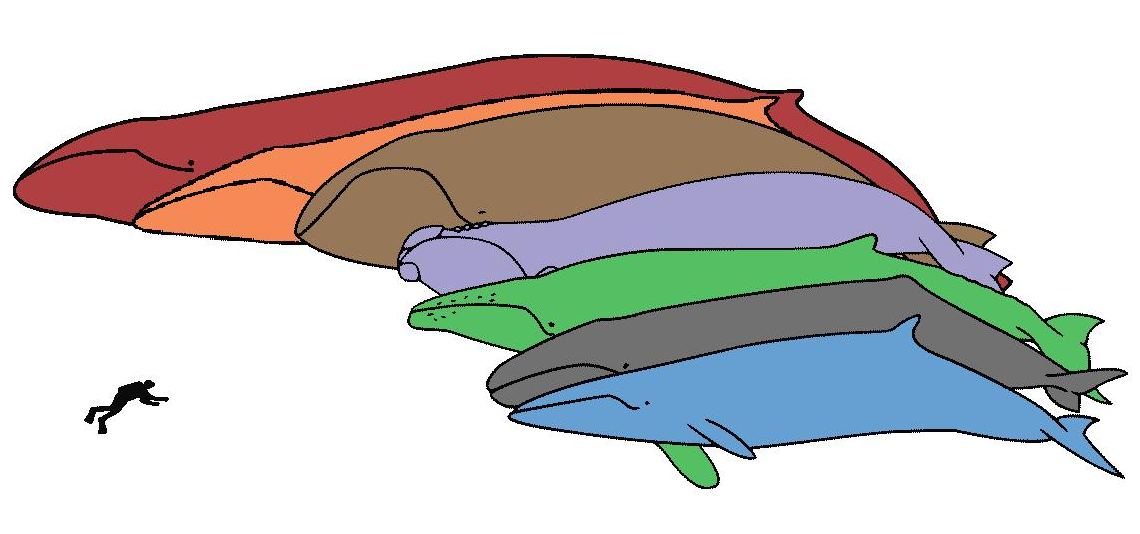
Porovnání velikosti kosticovitých velryb s člověkem (plejtvák obrovský tmavě červeně)

Plejtváci obrovští z jižní polokoule bývají v průměru větší než ti ze severní polokoule. Většina dospělých plejtváků z jižní polokoule měří typicky do 29 m, ti ze severní polokoule dosahují délky kolem 23−27 m. K největším udávaným rozměrům patří 33 m dlouhý plejtvák ulovený v roce 1930 v antarktických vodách a 33,58 m dlouhá samice odchycená roku 1909 z Jižní Georgie. Studie z roku 2015 nicméně upozorňuje na problematičnost těchto starších měření pocházejících od velrybářů. K důvodům patří např. nejistota, zda velrybáři měřili plejtváky ve stopách norských (0,314 m) nebo britských (0,3048 m). Pochybnosti panují i o metodě měření, jelikož plejtváci byli měřeni po usmrcení při vznášení na hladině vedle lodi, kde je velrybáři zpracovávali, a velikosti nad 30,5 m by měly být považovány za nejisté. Nejdelší vědecky potvrzená délka je 29,9 m. Dospělí plejtváci váží kolem 72−135 tun, vzácněji i 180 tun. Nejvyšší odhady váhy jsou 190, resp. 199 tun. Podle studie z roku 2022 odhadla mohou největší jedinci dosahovat váhy kolem 200 tun.

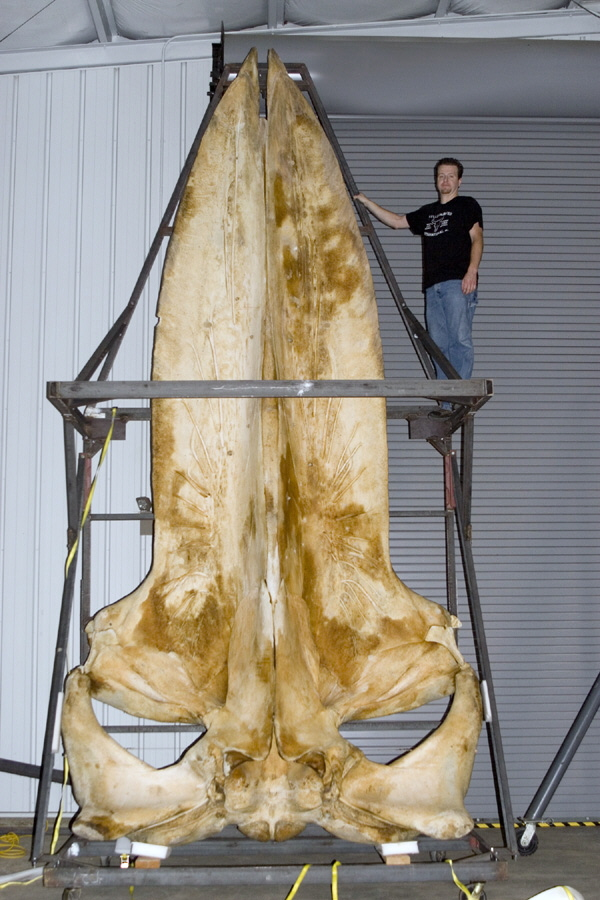
5,8 m dlouhá lebka

O plejtvákovi obrovském se často uvádí, že se jedná o největšího živočicha, který kdy existoval na Zemi. Z fosilních záznamů se nicméně dochovaly doklady o velikostně porovnatelných, ne-li větších a těžších živočiších. Váhově mohl plejtváka obrovského předčit eocenní předek moderních velryb Perucetus, jehož váha byla nejprve odhadnuta na 85–340 tun. Tento odhad byl nicméně založen na nálezu pouze několika obratlů. Novější odhady váhu zástupců rodu Perucetus výrazně snižují, a to na zhruba 60 až 70 tun při délce 17 metrů a 98 až 114 tun při délce 20 metrů. Studie z roku 2025 hovoří již jen o 30 až 40 tunách.
Podobně i délka některých ichtyosaurů nebo sauropodů jako jsou Bruhathkayosaurus, Maraapunisaurus nebo Supersaurus mohla přesahovat 20 m, nicméně i tyto výpočty jsou založeny na omezeném množství fosilního materiálu. Výskyt většího a těžšího tvora je nicméně předvídatelný, neboť zatímco u plejtváka obrovského je díky bohatým vzorkům znám rozsah jeho velikosti od nejmenšího po největší, u fosilií je velmi pravděpodobné, že nalezené kosterní pozůstatky fosilního exempláře, ze kterého byla vypočtena velikost druhu, nebudou náležet těm největších jedincům. V současně žijící fauně se najdou delší živočichové než je plejtvák obrovský jako je pásmovka velká.

## Biologie a chování
Plejtvák obrovský se nejčastěji vyskytuje samostatně nebo v páru, avšak v místech bohatých potravních zdrojů se mohou vyskytovat volná sdružení plejtváků i o více než 50 jedincích. Zatímco někdy se plejtváci zvědavě přibližují k lodím, jindy vykazují nezájem a někdy se jim vyhýbají. Mladí jedinci mohou občas vyskakovat částečně nad hladinu v úhlu 45 stupňů.

### Potrava

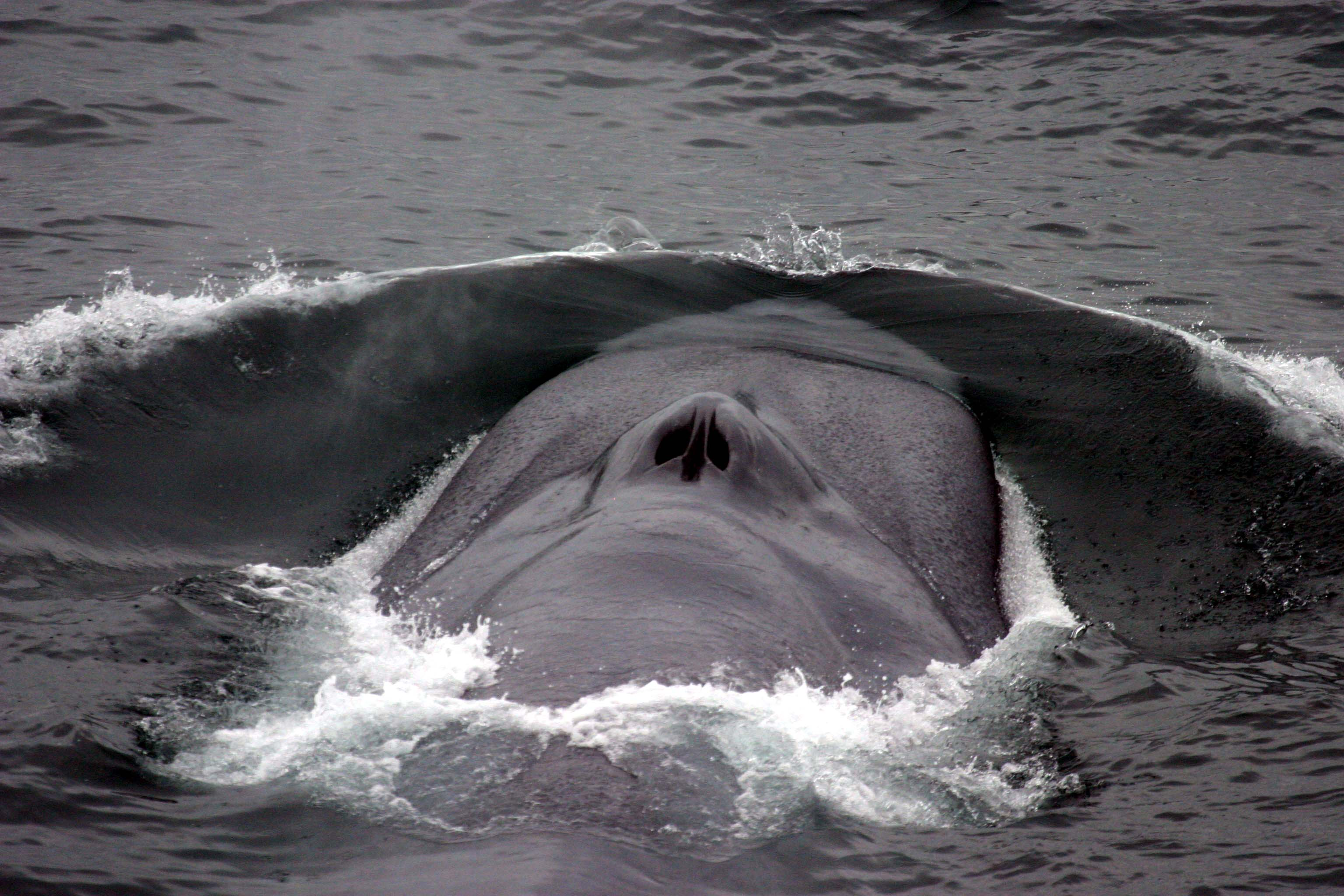
Dvojité nozdry na vrcholu hlavy

Plejtvák obrovský se živí primárně krilem. Jakmile plejtvák nalezne místo s dostatečně vysokou koncentrací krilu, krátce zrychlí, rozevře svou mohutnou tlamu, do které nabere velké množství krilu společně s vodou, načež tlamu takřka zavře a na její obsah začne vyvíjet tlak pomocí jazyka a spodní části tlamy. Zatímco přebytečná voda projde skrze kostice a vyteče mírně pootevřenou tlamu ven, kořist zůstane uvnitř. Jakmile plejtvák takto odfiltruje mořskou vodu, kořist spolkne. Pokud se plejtvák krmí několik metrů pod hladinou, po nabrání kořisti se pomalu vynoří k hladině břichem nahoru. Při krmení těsně u hladiny plejtvák může během nad hladinu vynořit svůj bok a občas dokonce kořist polapí tak, že při chňapnutí vystrčí hlavu 4–6 metrů nad hladinu. Při hladině se krmí hlavně v noci, avšak během dne kril sestupuje do 100 a více metrových hloubek, kam jej plejtvák následuje. Podobně jako ostatní plejtvákovití, i plejtvák obrovský dokáže svou tlamu rozevřít do cirka 80stupňového úhlu, což spolu s hrdelními rýhami umožňuje expanzi tlamy tak dalece, že dokáže nabrat zhruba tolik tun vody jako je samotná váha plejtváka. 80 tunový plejtvák denně spotřebuje kolem 1,5 milionu kalorií, což je více než jakýkoliv jiný živočich. Dospělý plejtvák spořádá až 4 tuny krilu denně, což odpovídá cca 40 milionům drobných korýšů.

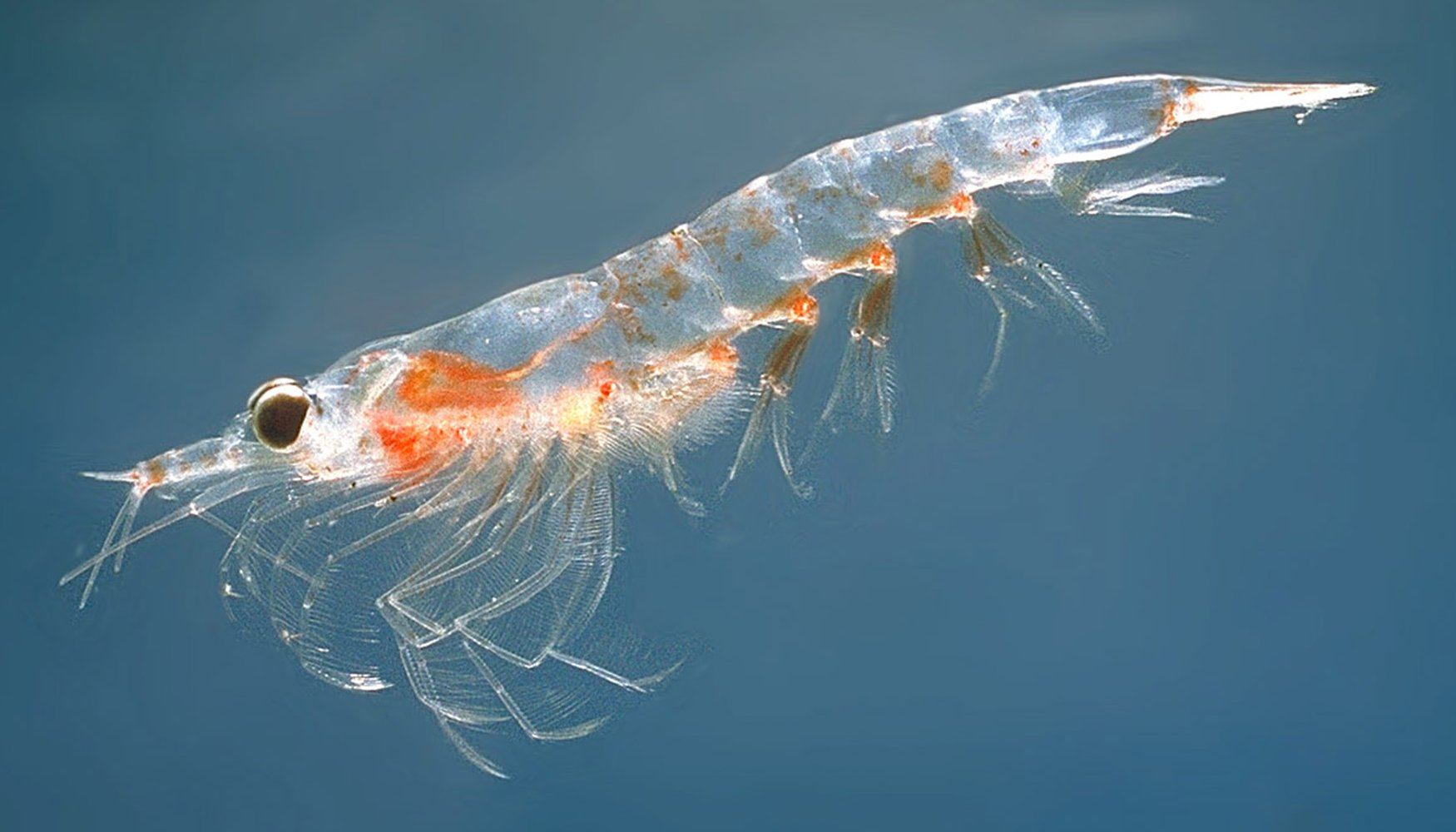
Světélkovec atlantský, typická potrava plejtváků obrovských

Při pasení plejtvák obrovský optimalizuje přijímání kořisti tak, že v oblastech s vysokými hustotami krilu nabírá kořist mnohem častěji než v místech s řídkým výskytem krilu. To mu umožňuje nejen uspokojit momentální denní energetické nároky, ale i uchovat přebytečnou energii v podobě tuku do doby migrace a rozmnožování. Studie z roku 2011 uvádí, že energie získaná z jediného nabrání potravy se pohybuje mezi 35 000–1 913 000 kJ, což představuje 7–237× větší množství energie, než je spotřebováno pro nabrání kořisti. Z tohoto velmi širokého rozsahu je patrné, že se plejtvákům vyplatí po kvalitních krmištích pátrat. Ke konkrétním běžně konzumovaným druhům patří v severním Atlantiku Meganyctiphanes norvegica (světélkovec atlantský), Thysanoessa raschii, T. inermis a T. longicaudata. V severním Pacifiku to je Euphausia pacifica, Thysanoessa inermis, T. longipes, T. spinifera, Nematoscelis megalops a Nyctiphanes symplex. V antarktických vodách požírá mj. Euphausia superba (krunýřovka krillová), E. crystallorophias a E. vallentin. V jižním Indickém oceánu to je hlavně Euphausia vallentin a E. recurva.

### Pohyb

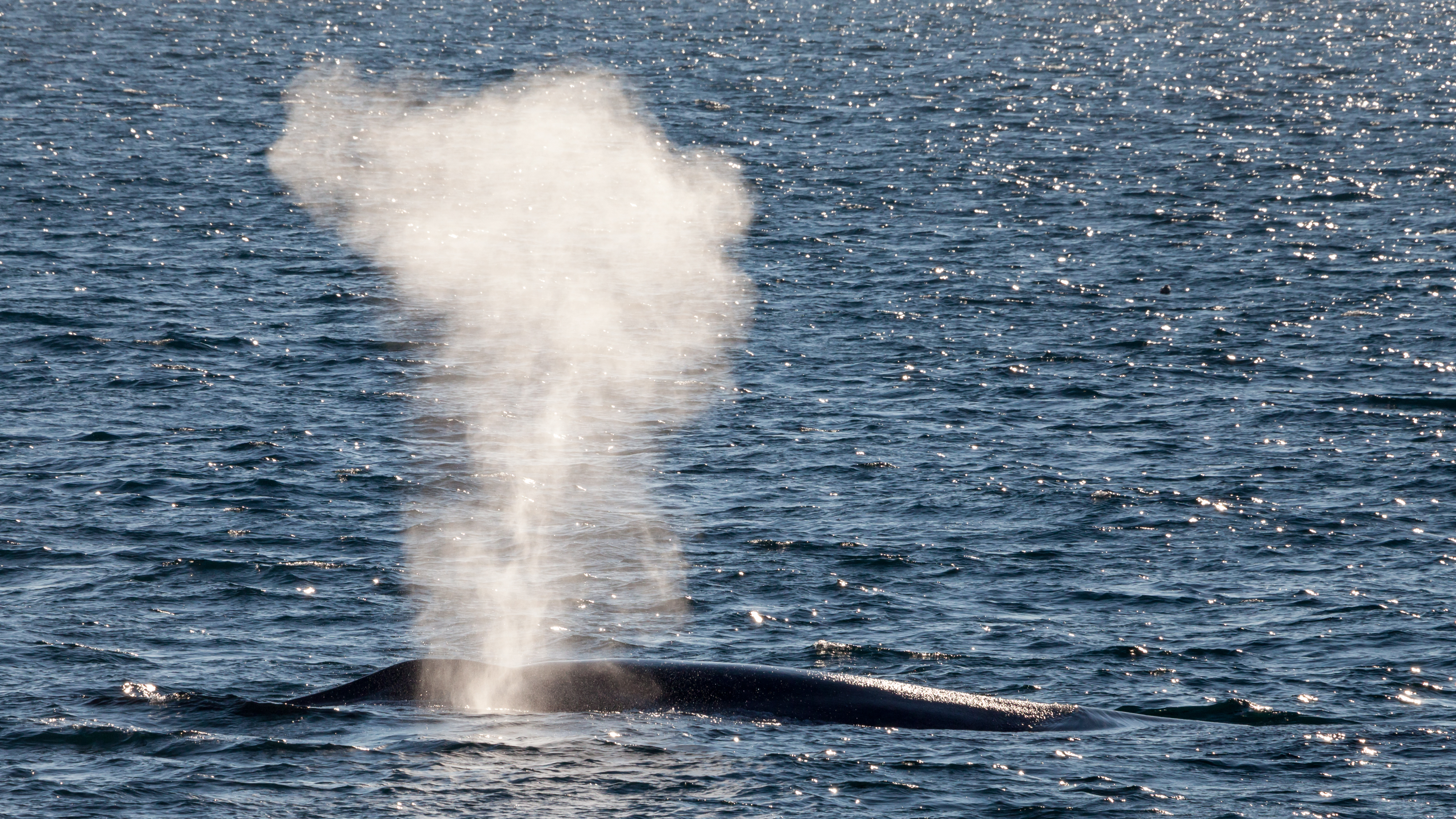
Výdechová fontána plejtváka obrovského

Plejtvák obrovský se potápí pro kril typicky do 200m hloubek, avšak může se potopit i hlouběji. U subsp. brevicauda byl dokonce zaznamenán ponor hluboký 506 m, což byl v době publikace studie (2016) nejhlubší známý ponor plejtváka obrovského. Obecně platí, že k hlubším ponorům dochází během dne, kdy kril sestupuje v rámci vodního sloupce hlouběji. Typická délka ponoru je nejčastěji kolem 10 minut (interval 3–15 minut), vzácněji přes 20 minut a zcela výjimečně i přes 30 minut. Nejdelší naměřený ponor měl 36 minut. Po ponoru následuje 2–6 minut dlouhá série krátkých 15–20 vteřinových vynoření. Při potopení kolem 18 % plejtváků ze severozápadního Atlantiku a severovýchodního Pacifiku máchne nad vodou svým ocasem. U Šrí Lanky to bylo až 55 % tamější populace. Během ponorů se u plejtváků může snížit tepová frekvence až k pouhým 2 úderům za minutu, zatímco po vynoření na hladinu může stoupnout na 37 úderů za minutu.

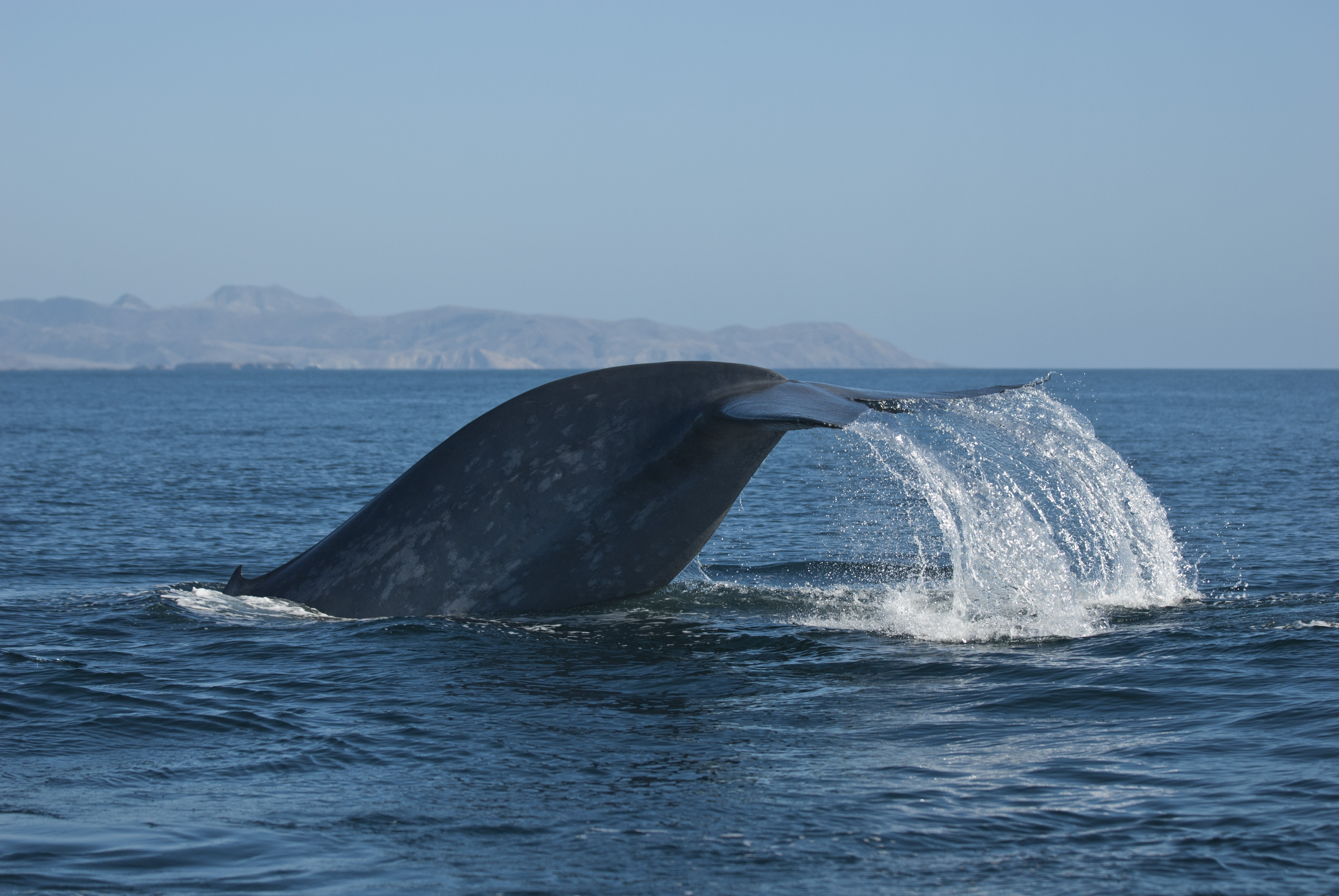
Ocas plejtváka obrovského (Kalifornie)

Některé populace jsou převážně stálé, jiné potulné a další podnikají každoroční dlouhé migrační cesty. Někdy migruje celá populace, jindy jen její část v závislosti na pohlaví a věku. Typicky se jedná o přesuny z teplých vod nižších zeměpisných šířek, kde tráví zimu, do chladných vod vyšších zeměpisných poloh, které bývají bohaté na potravní zdroje. Na rozdíl od některých jiných velkých kosticovců se však plejtvák obrovský krmí po celý rok, tzn. nemá striktně definovaná krmiště. Jeho migrační chování je komplexní, silně ovlivněno dostupností potravy a jen špatně prozkoumáno. Rychlost plavání je typicky kolem 3–6 km/h, avšak plejtvák může vyvinout rychlost až 20 km/h a v krajním případě během pronásledování kosatkami nebo loděmi až 35 km/h.

### Rozmnožování

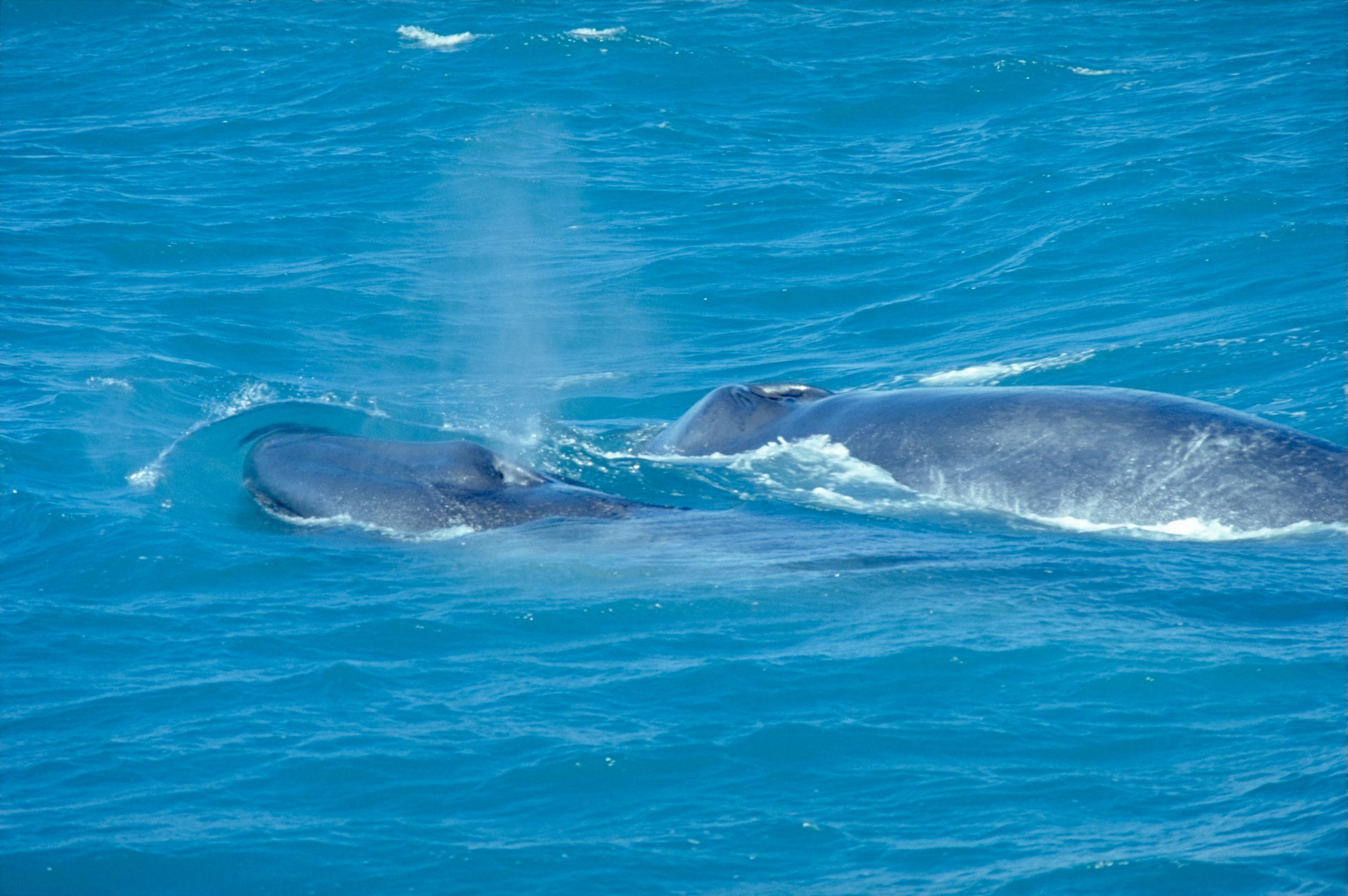
Matka s mládětem (Island)

Plejtvák dosahuje pohlavní dospělosti ve věku 8–10 let. Jsou známy samice, které se rozmnožovaly i ve věku 35–40 let. Na severní polokouli samice pohlavně zrají při dosažení délky 21–23 m, u samců to je 20–21 m. Na jižní polokouli samice dosahují pohlavní dospělosti při délce 23–24 m a samci při 22 m. U subsp. brevicauda to je kolem 19 m. O rozmnožovacím chování je jinak známo jen málo informací. V zálivu svatého Vavřince jsou páry plejtváků pravidelně pozorovány od léta do konce podzimu. Páry spolu zůstávají až po dobu 5 týdnů. V případě, že se k páru přiblíží další plejtvák (typicky jiný samec), dochází k náruživým honičkám a vizuálnímu předvádění u hladiny, které může trvat až 50 minut. Třetí samec se tímto patrně snaží vyhnat samce z páru a získat tak samici pro sebe. K rozmnožování dochází od podzimu do zimy.
Doba březosti trvá 10–12 měsíců. Samice vrhá jedno mládě každé 2–3 roky. Výjimečně může porodit i dvojčata. Mládě při narození měří 6–7 m a váží 2–3 tuny. V následujícím období mládě přibírá až 90 kg denně, pročež konzumuje kolem 200 litrů tučného mateřského mléka (110–320 l). První video laktace bylo natočeno v roce 2016 u Nového Zélandu. K odstavení dochází kolem 6. až 8. měsíce věku, kdy mládě dosahuje délky kolem 16 metrů. Po celé toto období se mládě zdržuje v blízkosti samice, samec se mateřské péči nevěnuje.

### Dožití
Délka života plejtváka obrovského se odhaduje na 80−90 let. Věk plejtváků a i některé další informace jako je hladina stresu lze odhadnout na základě rozboru ušního mazu, který se každoročně ve vrstvách ukládá ve zvukovodech. Tento maz nemizí, avšak pouze přibývá ve střídavě světlé a tmavé vrstvě, která každá reprezentuje zhruba 6 měsíců v roce. U starších jedinců ušní maz zcela zaplňuje zvukovody, až vytvoří jakousi zátku, jejíž vrstvy lze analyzovat podobně jako léta stromu.

### Vokalizace
Hlas plejtváka obrovského představuje jeden z nejhlasitějších a frekvenčně nejnižších vokálních projevů v živočišné říši. Většina vokálních projevů se pohybuje na nízkých frekvencích nejčastěji mezi 17–20 Hz (rozptyl 11–100 Hz), tedy pod hranicí slyšitelnosti člověka. Některé z těchto zvuků mohou dosahovat 189 decibelů, což v ideálních oceánských podmínkách umožňuje komunikaci mezi plejtváky na stovky až tisíce kilometrů daleko. Takovéto nízkofrekvenční a hlasité zvuky s dalekým dosahem jsou ideálním komunikačním prostředkem pro nomádský, vysoce mobilní druh jako je plejtvák obrovský. K vokalizaci dochází po celý rok, avšak nejčastěji od poloviny léta do zimy. Plejtvákovy písně jsou populačně, sezónně a geograficky podmíněny a liší se i v závislosti na denní době.
Vokální projevy plejtváka se dají rozdělit na kontaktní volání a zpěv. Kontaktní volání zahrnuje krátké pulzní či tónové, nepravidelné zvukové jednotky, které slouží jako dorozumívací prostředek mezi dvěma či více plejtváků. Používají jej samci i samice. Zpěvem se rozumí stereotypní volání s pravidelnou sekvencí, čímž se vytváří rozpoznatelné písně. Takovýto zpěv je spojován s navigací, vábením partnera, agresí a patrně i krmením. Zpěv využívají pouze samci. Svou specifickou píseň má každá z geografických populací, což pomáhá vědcům pracujícím v terénu přiřadit konkrétního zpívajícího jedince k populaci.
Již nejméně od 60. let 20. století dochází po celém světě ke snižování frekvence vokálních projevů plejtváků obrovských. U plejtváků ze severozápadního Pacifiku klesla frekvence od 60. let 20. století do počátku 21. století o 31 %. Tento trend byl dáván do souvislosti s pohlavním výběrem, zvýšenou hladinou hluku v oceánech, globálním oteplováním, zvětšující se populací po období velrybářství nebo s rušivými zpěvy jiných druhů. Žádná z těchto teorií však nedokázala vysvětlit fenomén poklesu frekvence v jeho komplexnosti.

### Predátoři a parazité

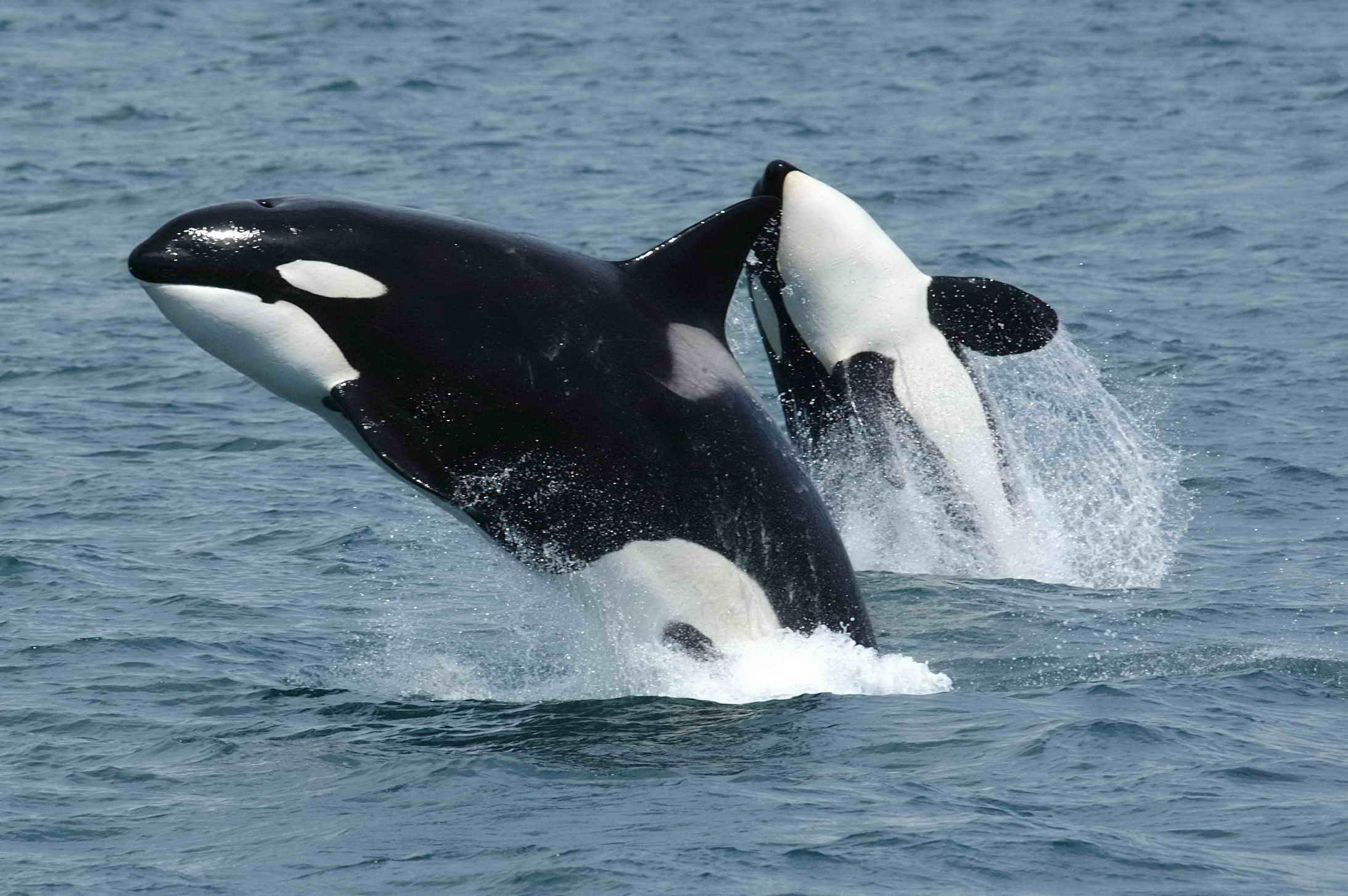
Kosatky dravé, jediní doložení predátoři plejtváků obrovských

Hlavním predátorem plejtváka obrovského je kosatka dravá, nicméně doložených útoků není mnoho. Podle foto dokumentační studie z Kalifornského zálivu nesla zhruba čtvrtina tamějších plejtváků obrovských hrábovité jizvy na ocase, což je typický tvar jizev po útoku kosatek. Ty by sice mohlo vypovídat o pravidelných útocích kosatek, nicméně se předpokládá, že kosatky jsou ve svých útocích úspěšné jen vzácně. U břehů jihovýchodní Austrálie neslo hrábovité jizvy 3,7 % vyfotografovaných plejtváků obrovských subsp. intermedia, a hned 42,1 % ze zaznamenaných plejtváků subsp. brevicauda. V průběhu let došlo k několika záznamům o kosatkách pronásledujících plejtváky a k první ověřené predaci došlo v září 2003, kdy bylo ve středovýchodním Pacifiku pozorováno stádo kosatek požírající čerstvě zesnulého nedospělého plejtváka obrovského. V březnu 2014 bylo na kameru zachyceno, jak stádo kosatek pronásleduje plejtváka obrovského v zálivu Monterey v Kalifornii. Plejtvák se při útoku bránil pleskáním ocasu. K podobnému incidentu došlo v té samé oblasti v květnu 2017. První přímé pozorování predace kosatek dravých, které pronásledovaly a usmrtily plejtváka obrovského, pochází z jihozápadní Austrálie z let 2019 (2 případy) a 2021 (1 případ). Ve všech 3 případech na plejtváka útočilo stádo kosatek o 12–25 jedincích. V jednom případě zabitý plejtvák měřil 18–22 m, ostatní dva byli menší.

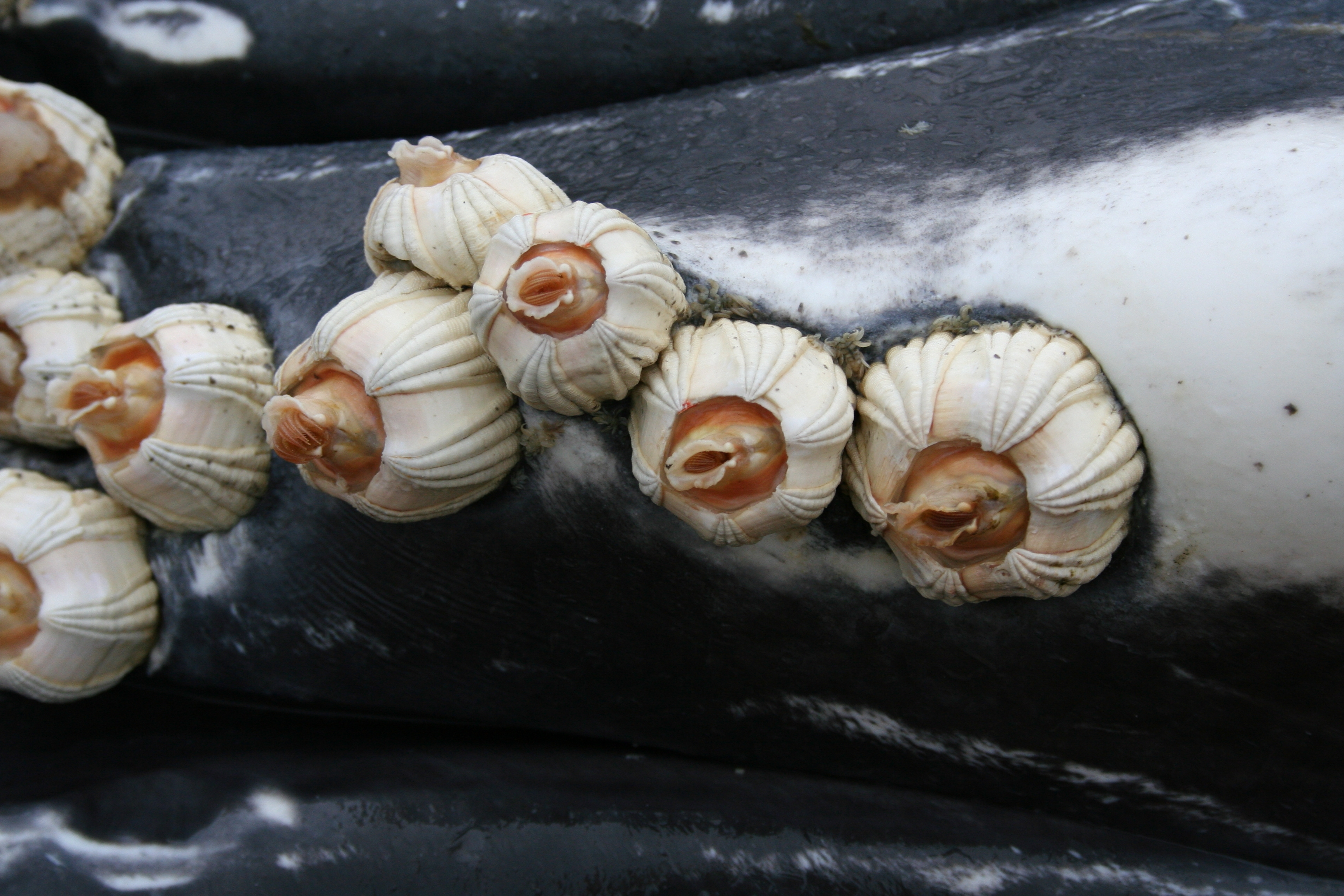
Svijonožci Coronula diadema žijí na kůži velkých kosticovců včetně plejtváka obrovského (na fotografii přichycení na keporkakovi)

V oblasti Antarktidy jsou těla plejtváků obrovských často obsypána rozsivkami z rodů Cocconeis (Cocconeis ceticola) a Navicola. Tyto miniaturní organismy žijí přisáté na kůži plejtváků. Jejich kolonie mohou dosahovat vysoké početnosti, čímž dávají plejtvákům obrovským nažloutlou barvu. Při průniku infestovaného plejtváka do teplejších vod rozsivky odpadávají. K dalším ektoparazitům patří svijonožci Coronula diadema, C. reginae a Crytolepas rhachianecti, kteří se mohou zarýt do kůže plejtváka natolik hluboko, že pro odpadnutí zanechávají v kůži dolíčkovaté jizvy. V prasklinkách na kůži zase žijí velrybí vši (Cyamidae), které však nepředstavují pro plejtváky větší hrozbu. Mnohem nebezpečnějším parazitem je klanonožec Pennella balaenopterae, který se umí zarýt hluboko do kůže, kde se živí tkání plejtváka. K endoparazitům patří motolice (Ogmogaster, Lecithodesmus, Nasitrema) tasemnice (Priapocephalus, Phyllobotrium, Tetrabothrius, Diphyllobotrium, Diplogonoporus), vrtejši (Bolbosoma) nebo hlístice (Anisakis, Contracaecum, Porrocaecum, Crassicauda, Stenurus).

## Ohrožení a početnost

### Početnost a ochrana
Celková početnost druhu se v roce 2018 odhadovala na 10–25 tisíc jedinců, což odpovídá 5–10 tisícům dospělých plejtváků. I když je populace plejtváků na vzestupu, jedná se o zlomek celkové populace před velrybářskými výpravami. K roku 1926 jsou počty plejtváků obrovských odhadovány na nejméně 140 tisíc dospělých jedinců, tedy zhruba 10× více než je jejich současný odhad.
Plejtvák obrovský je na většině jižní polokoule chráněn od roku 1939. V roce 1955 začal být ochraňován v rámci Mezinárodní úmluvy o regulaci velrybářství v severním Atlantiku (Island nicméně s lovem plejtváka obrovského pokračoval až do roku 1960), a poté v rámci stejné úmluvy i v Antarktických vodách (1965) a nakonec i severním Pacifiku (1966). Mezinárodní svaz ochrany přírody druh považuje za ohrožený, stejně jako řada místních vlád (např. USA). Plejtvák obrovský je chráněn v rámci CITES (viz příloha I, II a II) i Bonnské úmluvy.

### Ohrožení

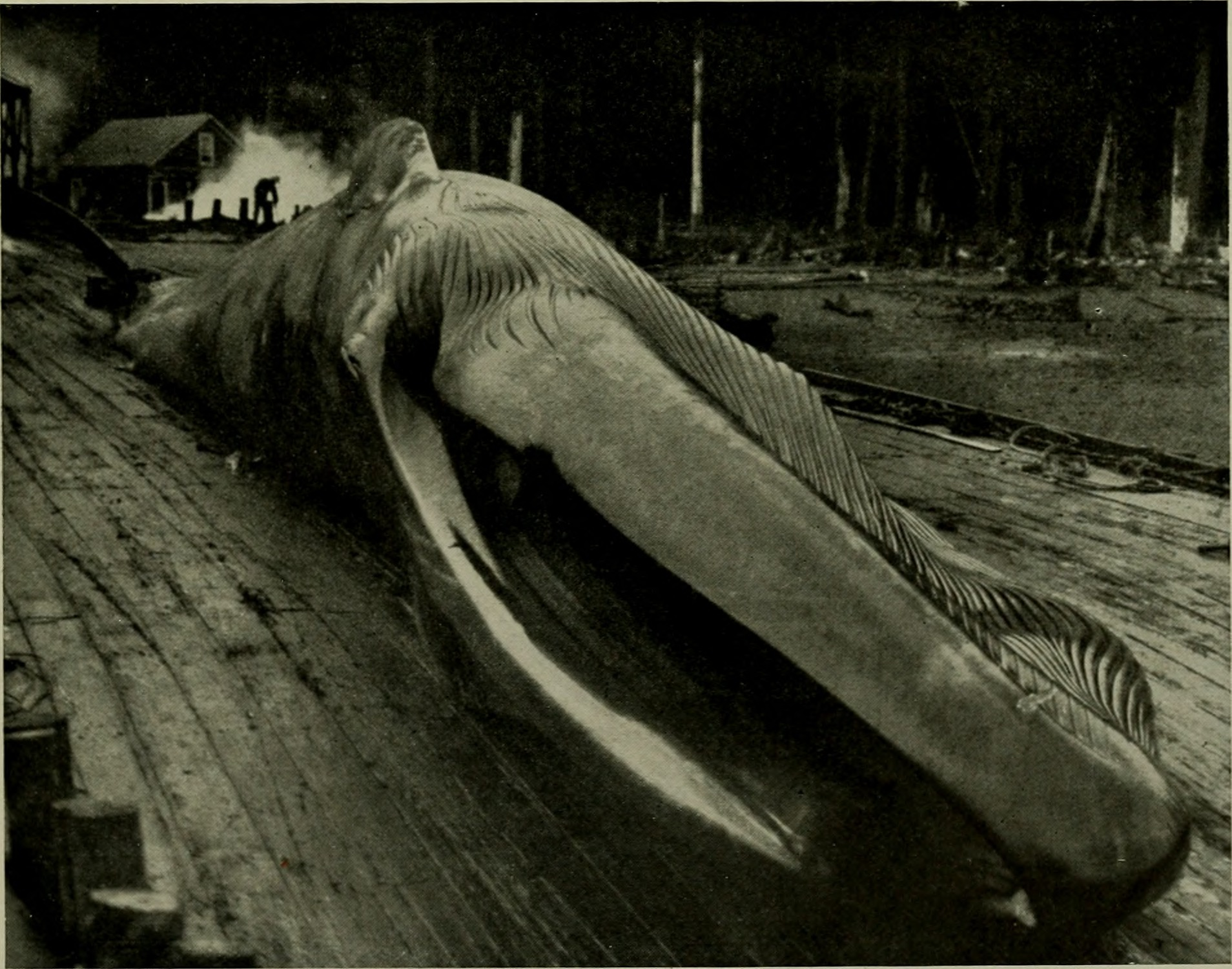
Zpracovávání plejtváka obrovského na olej na ostrově Vancouver

Počátky moderního velrybářství sahají někdy do 16. století. Plejtvák obrovský však dlouho unikal pozornosti velrybářů z důvodu vysoké rychlosti a mohutné velikosti. To se začalo měnit v 60. letech 19. století s vyvinutím parních a později dieselových motorů a hlavně vystřelovací harpunou, kterou vyvinul norský velrybář Sven Foyn. To umožnilo posunout lov velkých druhů kytovců včetně plejtváka obrovského do průmyslových měřítek. Odhaduje se, že mezi lety 1868–1978 bylo zabito 380 000 plejtváků obrovských, a to převážně v atlantických vodách. Plejtvák obrovský byl nicméně loven i v Tichém oceánu a u antarktických břehů. Velrybáři jej měli zvláště v oblibě z důvodu vysokého výnosu tuku, který mohli vyextrahovat z jediného exempláře. K největšímu počtu zabitých plejtváků obrovských došlo v letech 1930–1931, kdy bylo odchyceno takřka 30 000 kusů. I přes mezinárodní celosvětovou ochrany, kterou se plejtvákům dostalo v roce 1966, sovětští rybáři pokračovali s lovem až do 70. let 20. století.

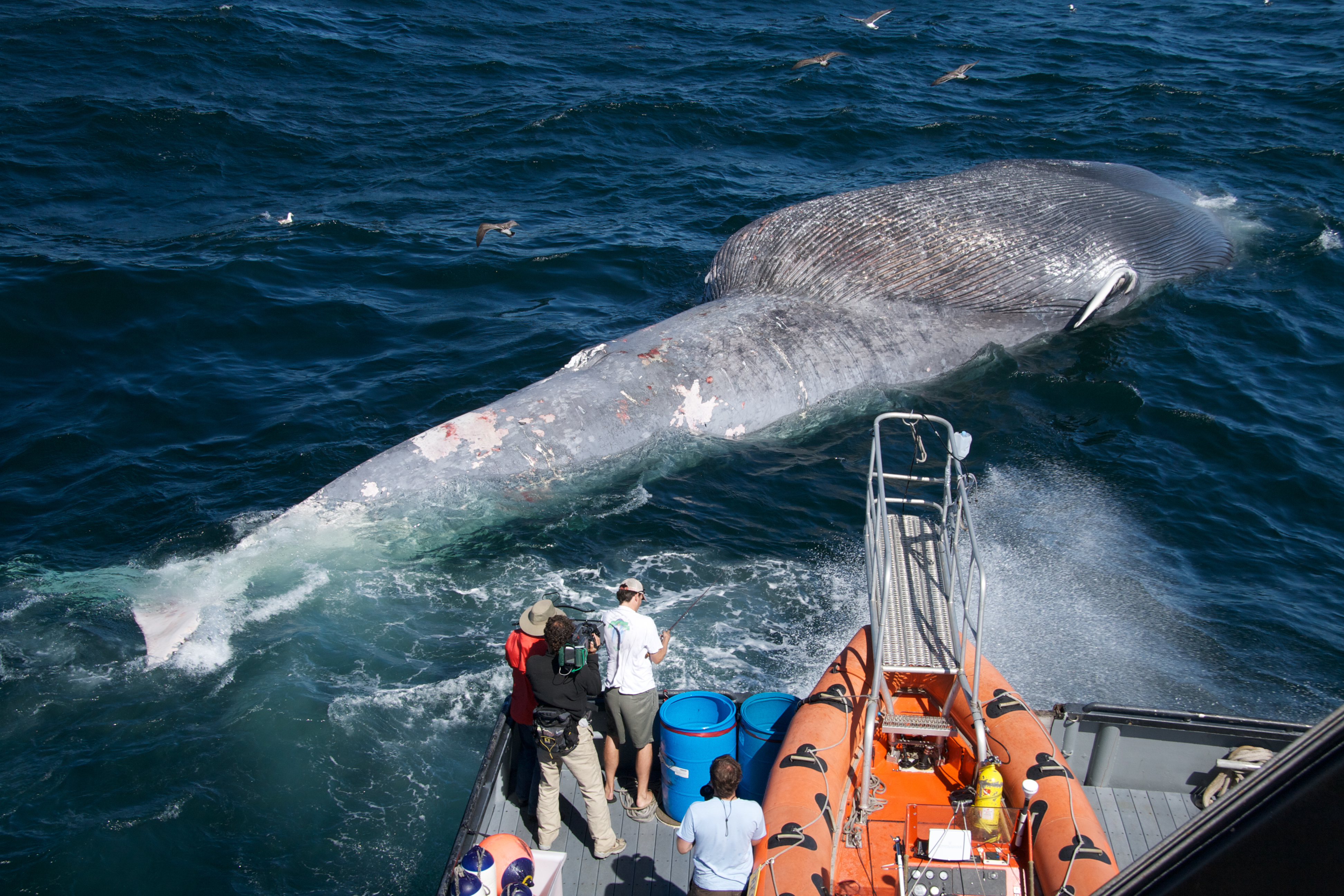
Mrtvý plejtvák obrovský po srážce s lodí

K moderním hrozbám patří srážky s loděmi. Nejméně 25 % plejtváků obrovských ze zálivu svatého Vavřince mělo na těle jizvy po lodních kolizích. Srážky byly zdokumentovány i u severního pobřeží Spojených států, kde jen mezi lety 1998–2019 zemřelo následkem srážky 17 plejtváků obrovských, Chile nebo Šrí Lanky. K dalším hrozbám patří zamotání do rybářského náčiní. Hned 12 % plejtváků obrovských ze severozápadního Atlantiku mělo na těle jizvy způsobené rybářským náčiním a jsou známy i případy úmrtí. Je zdokumentováno, že zvukové znečištění má na plejtváky obrovské vliv. Např. u kalifornských břehů plejtváci obrovští vydávají menší množství hlasových projevů v přítomnosti aktivních sonarů a sonary ovlivňují i chování plejtváků při hlubších ponorech. Problémem je i komerční doprava, jelikož zvuk dopravních lodí se frekvenčně překrývá se zvuky vydávanými plejtváky obrovskými, což může vést ke zvýšenému stresu nebo přehlušení komunikace plejtváků. Dalšími producenty zvukového znečištění na moři jsou sonary námořnictva a hluk vydávaný při těžbě ropy a plynu. Hrozbu představuje i potenciální expanze odchytu krilu v okolí Antarktidy člověkem nebo znečištění oceánů (hlavně PCB). Ze zálivu svatého Vavřince jsou doloženy úmrtí plejtváků po uvěznění pod ledem během nenadálého ochlazení na konci zimy. Globální oteplování může mít vliv na změnu distribuce nebo rovnou úbytek potravních zdrojů plejtváků.

## Odkaz v kultuře
Vzhledem k obrovské velikosti plejtváka obrovského je zobrazení jeho kostry v muzeích poměrně vzácné. K institucím vystavujícím kostru tohoto kytovce patří Přírodopisné muzeum v Londýně, kde je kostra uchycena na stropě coby upomínka odpovědnosti lidstva za ochranu planety. Kostru plejtváka obrovského vystavuje i kampus Kalifornské univerzitě v Santa Cruz, muzeum na ostrově Vancouver nebo Pákistánské muzeum přírodní historie. Americké přírodovědné muzeum zase vlastní model plejtváka obrovského v životní velikosti. Po plejtvákovi obrovském je pojmenována nechvalně proslulá sociální hra modrá velryba.